# Fortuna Czarne

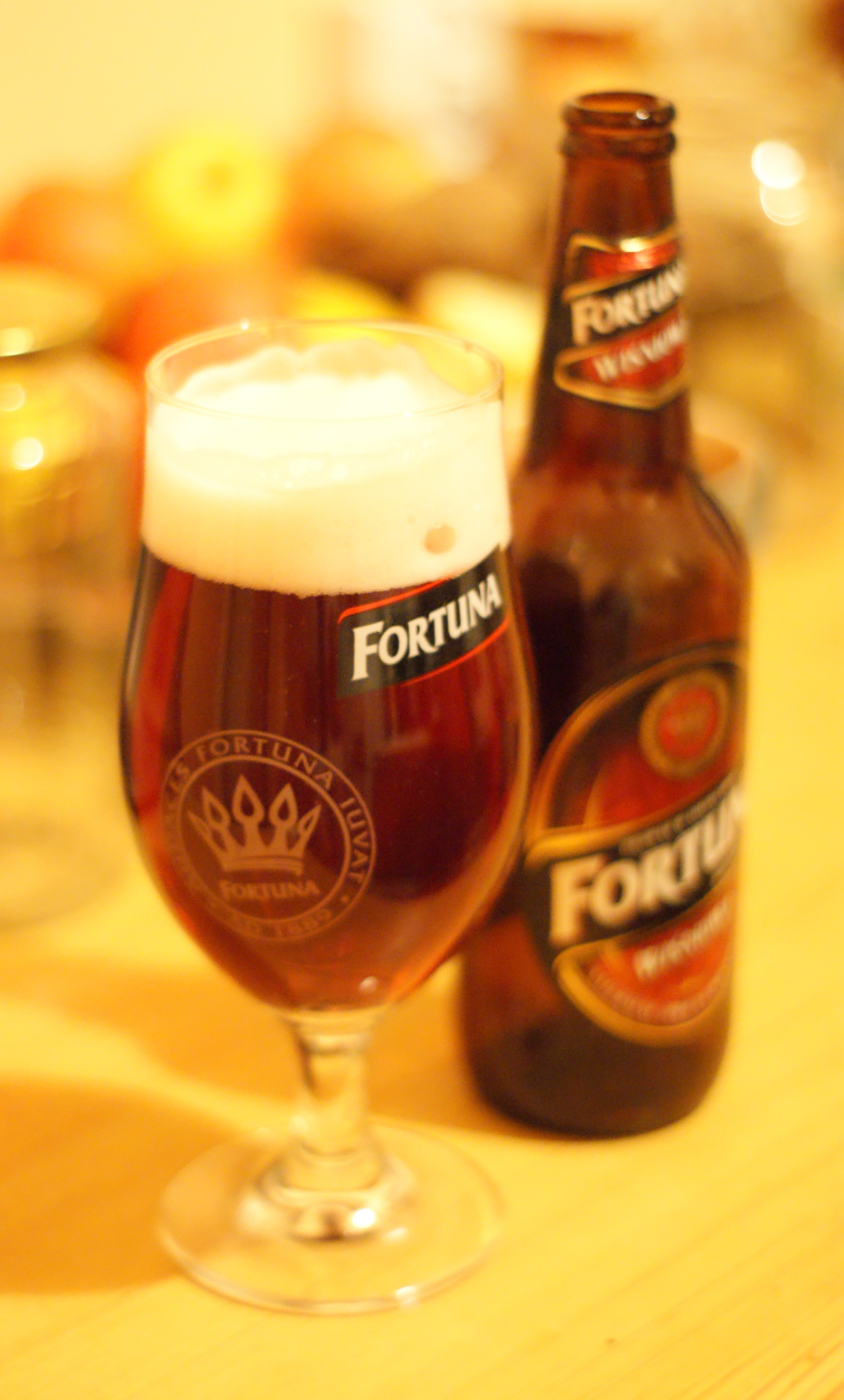
Reklám

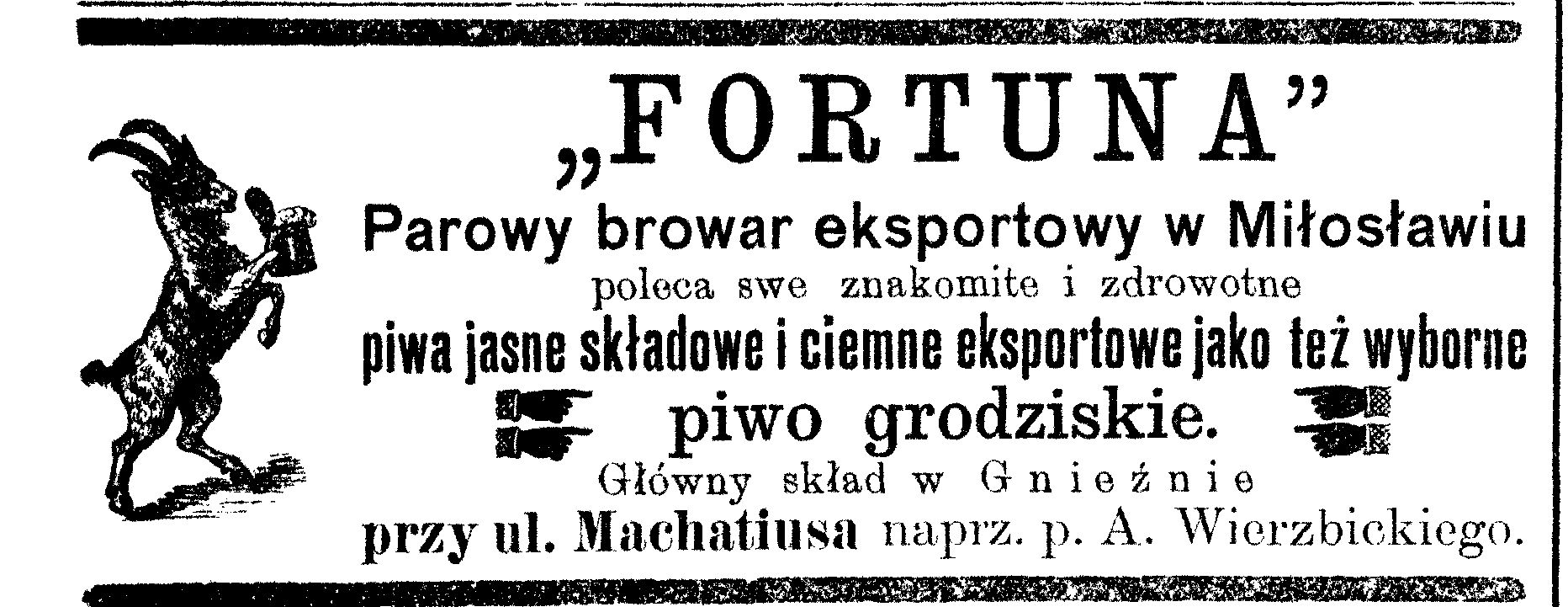
Cégreklám 1897-ből

A Fortuna Czarne, hétköznapi nevén Czarna Fortuna vagy Ciemna Fortuna (magyarul: Fekete Szerencse vagy Barna Szerencse) sötét színű, édes ízű barna sör, melyet 1997 óta a Fortuna Sörfőzde (lengyelül: Browar Fortuna) állít elő Miłosławban.

## A lengyel fekete sör hagyománya
A miłosławi Fortuna Czarne a nagy-lengyelországi feketesör-fogyasztás hagyományát kívánja életben tartani. E sörfélét gyakran barnacukorral édesítik, így az fekete színű és édes ízű lesz.
A fekete sör készítésének gazdag népi hagyományai voltak. Az ipari jellegű termelés a 19. században indult Jeżycében, ami napjainkban Poznań egyik kerülete. A jeżycei sörfőzde az 1950-es évek végéig működött.
A két világháború közti időszakban a poznańi Kobylepole Sörfőzde is állított elő fekete sört tiszta cukor hozzáadásával, ügyelve a maláta gyógyhatásaira. Az 1945-1950 közötti években a wolsztyni sörgyár és malátázó üzem is ezt a fajta sört termelte mint táplálék-kiegészítőt. A sörfőzést jól ismert és tapasztalt sörmesterek felügyelték, pl. Edward Stamm és Hipolit Lackowski.
A termelés kényszerű szünetelése után 1974-ben indult meg újra a fekete sör gyártása a niechanowoi sörfőzdében. A munkát Alexander Stamm irányította. Ez 1997-ig tartott, akkor a sörüzem rossz gazdálkodása miatt átkerült a termék a miłosławiakhoz, de továbbra is Alexander Stamm felügyelte az előállítását.
A fekete sör 2006-ban felkerült a földművelésügyi minisztérium listájára, amelyen a védendő, hagyományos lengyel élelmiszertermékek szerepelnek.

## Jellemzők
A Fortuna Czarne barna sör, melyet árpából készített pilseni típusú, világos, sárga maláta, karamellmaláta, komló, karamell és cukor felhasználásával főznek. Feketés karamell szín és vastag hab jellemzi. Ízében finom kesernyésség elegyedik a karamella édesével, utóízében pedig a kávé dominál.
Extrakt- (oldott anyag) és alkoholtartalma:
- 1997-2008 között: 12,7% extrakt, alkohol 6,2 térfogatszázalék (4,65 tömeg%)
- 2008-tól: 12,2% extrakt, alkohol 5,8 térfogat% (4,35 tömeg%)

A sör 0,5 literes üvegpalackokban, valamint 30 és 50 literes hordókban kiszerelve kapható.

## Fordítás
- Ez a szócikk részben vagy egészben a Fortuna Czarne című lengyel Wikipédia-szócikk ezen változatának fordításán alapul.  Az eredeti cikk szerkesztőit annak laptörténete sorolja fel. Ez a jelzés csupán a megfogalmazás eredetét és a szerzői jogokat jelzi, nem szolgál a cikkben szereplő információk forrásmegjelöléseként.